# 리얼사운드
리얼사운드(RealSound)는 특허를 받은(미국 특허 US5054086 A) PC용 기술의 하나로, 1980년대 말에 액세스 소프트웨어의 스티브 위첼(Steve Witzel)이 개발하였다. 리얼사운드는 PWM 드라이브를 이용하여 PC 스피커에서 6비트의 디지털화된 PCM 오디오 재생을 가능케 하며, 소프트웨어가 일반 스피커의 진폭을 느낄 수 있게 해준다. 이를 이용한 최초의 비디오 게임은 《월드 클래스 리더 보드》와 《Echelon》이며, 두 게임 모두 1988년에 출시되었다. 출시 시점에 사운드 카드들은 가격이 매우 비쌌고 리얼사운드는 플레이어들이 추가 사운드 하드웨어를 장착하지 않고 단지 표준 PC 스피커만을 가지고 실제같은 소리, 음성을 들을 수 있게 해주었다.
리얼사운드는 레전드 엔터테인먼트와 같은 다른 몇몇 PC 비디오 게임 개발사들이 자사의 게임들에 사용하기 위해 라이선스를 받을 정도로 충분히 인상깊은 기술이었다. 그러나 1990년대 초로 넘어서면서 사운드 카드 가격이 하락했고 리얼사운드는 더 이상 틈새시장을 메꾸지 못하게 됐다.

## 같이 보기
- PC 스피커
- 사운드 카드
- Covox